# 1329-1320 v.Chr.
De jaren 1329-1320 v.Chr. (van de christelijke jaartelling) zijn een decennium in de 14e eeuw v.Chr..

## Gebeurtenissen

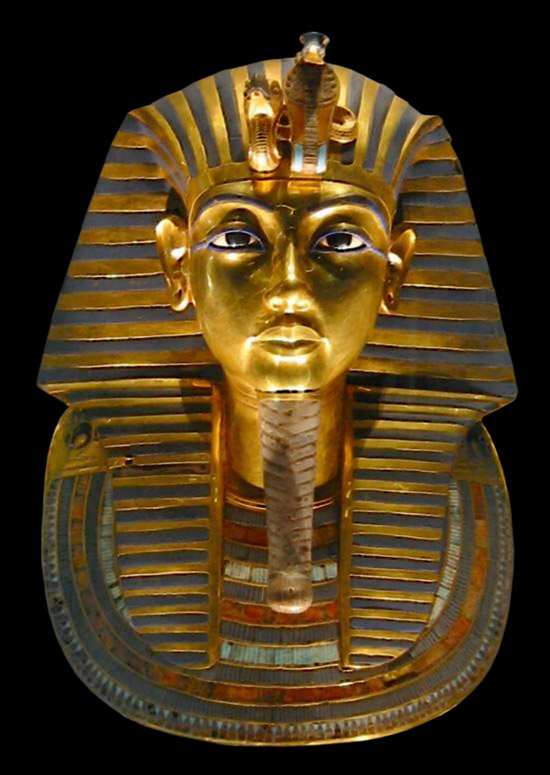
Dodenmasker Toetanchamon

### Egypte
- 1323 v.Chr. - Koning Ay (1323 - 1319 v.Chr.) de twaalfde farao van de 18e dynastie van Egypte.
- Farao Toetanchamon overlijdt. Waarschijnlijk is hij gestorven aan een ontsteking aan zijn knie, gecombineerd met malaria. Zijn graf wordt rijkelijk met goud versierd.
- Toetanchamon wordt nabij Thebe begraven in een uitgehakt graf in het Dal der Koningen.
- 1322 v.Chr. - Koningin Anchesenamon verzoekt Suppiluliuma I om zijn zoon als echtgenoot te sturen.
- De Hettitische prins Zannanza, op weg naar Thebe om de koningin te huwen wordt onderweg vermoord.
- Er breken vijandelijkheden uit aan de Syrische grens, de Hettieten vallen het Egyptische Rijk binnen.

### Assyrië
- 1325 v.Chr. - Koning Enlil-nirari sluit een vredesverdrag met Kurigalzu II van Kar-Duniash.
- 1320 v.Chr. - Koning Arik-den-ili (1320 - 1308 v.Chr.) van Assur heerst over het Assyrische Rijk.

### Klein-Azië
- 1322 v.Chr. - Koning Arnuwanda II (1322 - 1321 v.Chr.) regeert over het Hettitische koninkrijk.
- Suppiluliuma I bezwijkt aan de pest, meegenomen door Egyptische gevangenen naar Hattusa.
- 1321 v.Chr. - Koning Mursili II (1321 - 1295 v.Chr.) volgt zijn broer Arnuwanda II op.

### Mesopotamië
- 1321 v.Chr. - Koning Kurigalzu II van Kar-Duniash verslaat Hurpatila van Elam.
- 1320 v.Chr. - Koning Shattuara I (1320 - 1300 v.Chr.) heerst over de vazalstaat Mitanni.

## Overleden
- 1323 v.Chr. - Koning Toetanchamon de elfde farao van de 18e dynastie van Egypte, sterft onder verdachte omstandigheden

<< · 1399-1390 · 1389-1380 · 1379-1370 · 1369-1360 · 1359-1350 · 1349-1340 · 1339-1330 · 1329-1320 · 1319-1310 · 1309-1300 · >>